# صندلی ایمنی کودک

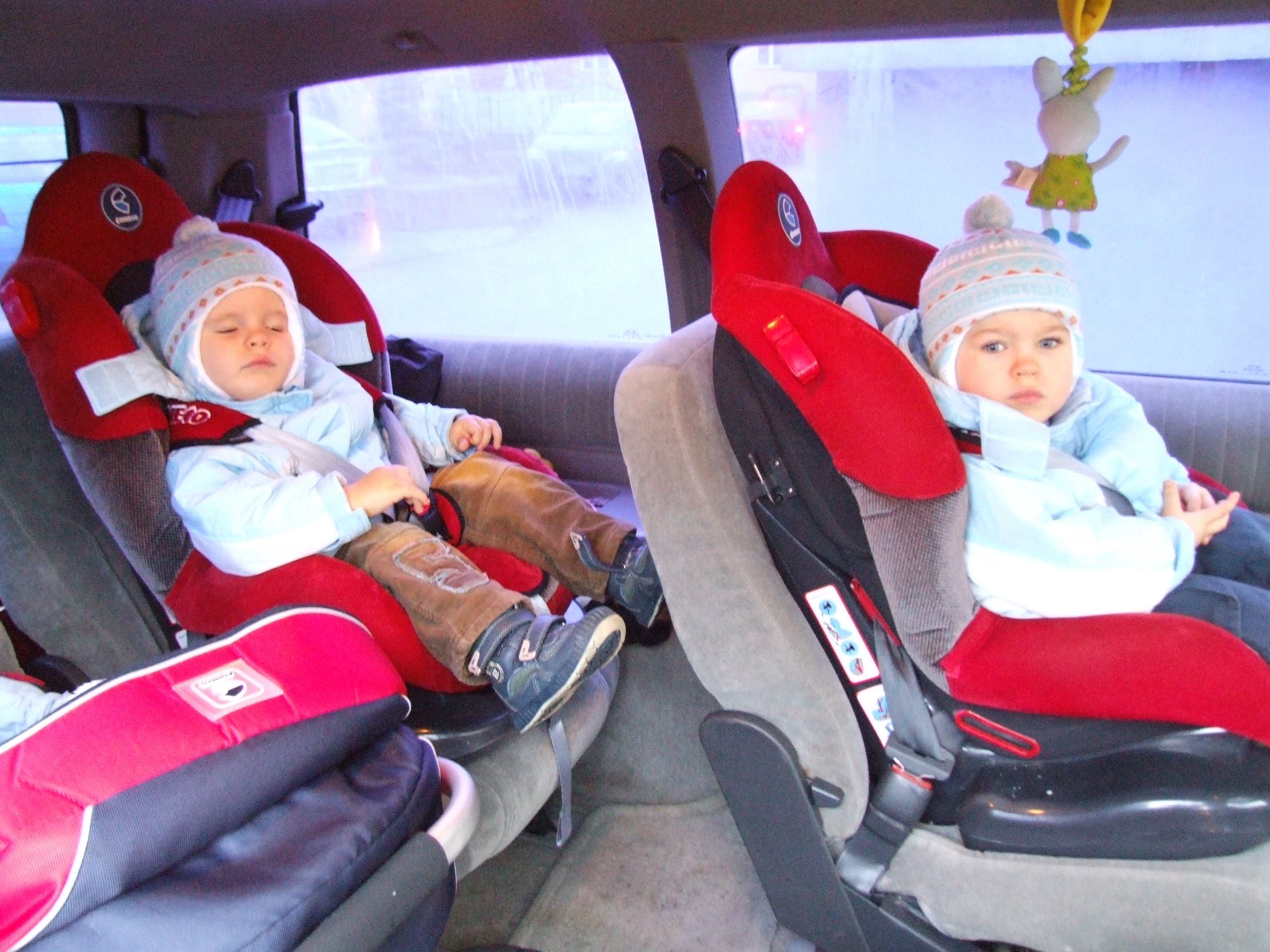
نمایی از صندلی ایمنی کودک خودرو

صندلی ایمنی کودک (صندلی ایمنی نوزاد، سیستم نگهداری کودک، صندلی کودک، صندلی اتومبیل، صندلی اتومبیل، و غیره) یک صندلی است که به طور خاص برای محافظت از کودکان از آسیب یا مرگ در هنگام برخورد استفاده می‌شود. اغلب این صندلی‌ها توسط مصرف‌کنندگان خریداری شده و نصب می‌شوند، اما تولیدکنندگان خودرو می‌توانند آنها را مستقیماً به طراحی خودروشان متصل کنند